# Cadillac Allanté

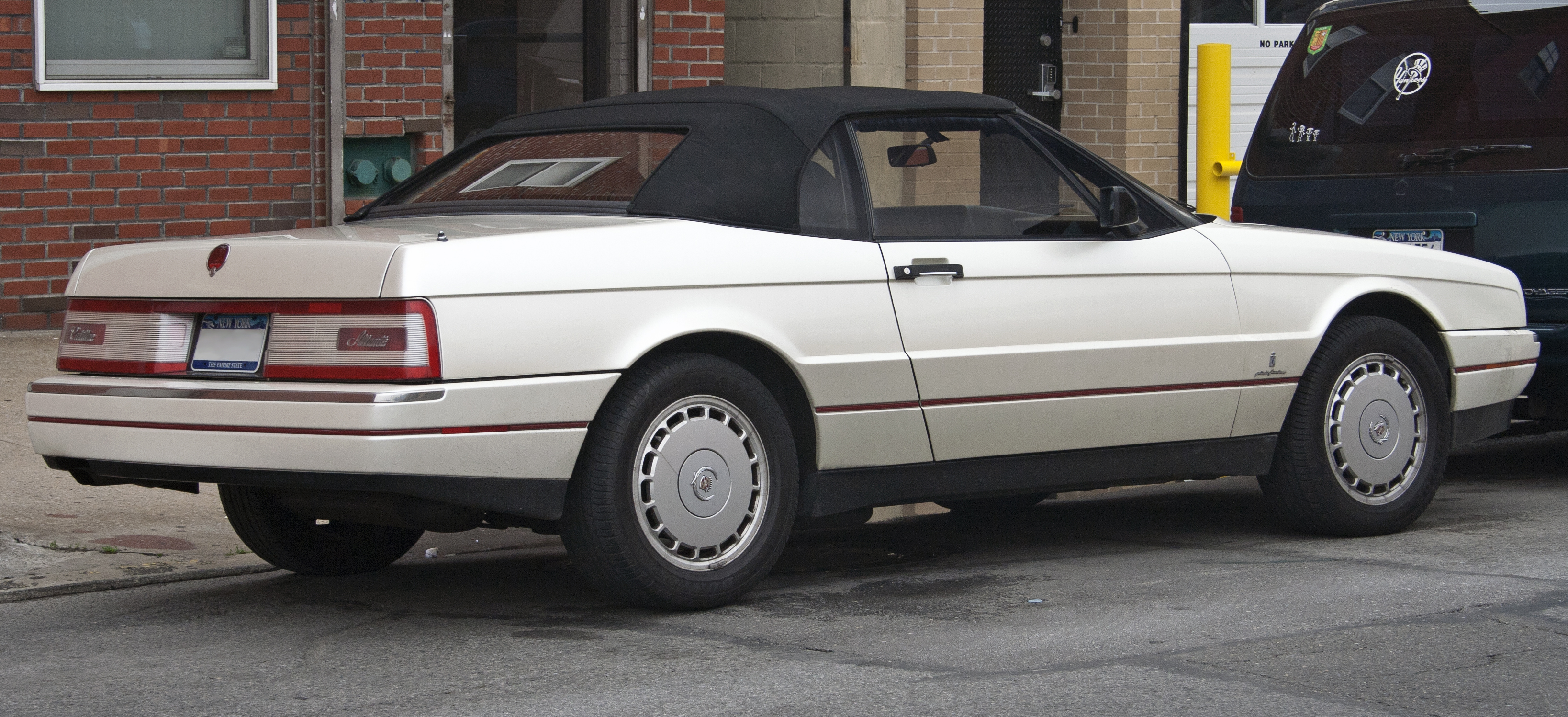
Heckansicht

Der Cadillac Allanté ist ein von Cadillac lanciertes Oberklasse-Cabriolet, das von Frühjahr 1987 bis Sommer 1993 vor allem in den USA verkauft wurde.

## Das Fahrzeug
Entwicklung und Produktion
Mit dem ursprünglich unter dem Codenamen „Callisto“ entwickelten Allanté trat Cadillac in direkte Konkurrenz zum Mercedes-Benz SL. Fahrwerk und Motor stammten anfangs direkt aus dem Cadillac Eldorado, andere Komponenten teilte sich der Allanté mit dem Buick Reatta, dem Buick Riviera und dem Oldsmobile Toronado.
Bodenwanne und Fahrwerk entstanden im Cadillac-Werk in Detroit und gingen per Luftfracht zu Pininfarina nach Turin, wo die Karosserie montiert wurde; die halbfertigen Autos wurden dann vom Flughafen Torino-Caselle wieder in die USA mit einer von Alitalia und Lufthansa betriebenen Luftbrücke verfrachtet, wo die Endmontage erfolgte. Die Presse sprach vom „längsten Fließband der Welt“.
Der Allanté kostete bei seiner Premiere 54.000 Dollar und war damit das mit Abstand teuerste Modell im Cadillac-Programm. Aufgrund des hohen Preises entstanden vom Allanté lediglich etwa 21.000 Exemplare.
In Deutschland war der Allanté für ca. 130.000 DM beim GM-Händler (meist große Opel-Händler) erhältlich.
Technik und Karosserie

Der Allanté wurde als ein 2+2 sitziges Cabriolet konzipiert, ging aber schließlich als reiner 2-Sitzer in Serie.
Angetrieben wurde das Cabriolet anfangs vom hauseigenen 4,1-Liter-V8 (Typ HT-4100) mit elektronischer Benzineinspritzung, der 125 kW (170 PS) bei einer Drehzahl von 4300/min leistete. Vorder- und Hinterräder wurden über Federbeinachsen geführt, Scheibenbremsen rundum zählten zur Serienausstattung.
Mit dem Modelljahr 1989 kam ein neuer 4,5-Liter-V8 zum Einsatz (Typ HT 4500), der 149 kW bei gleicher Drehzahl und 366 Nm bei 3200/min leistete. Dazu erhielt der Allanté eine geschwindigkeitsabhängig arbeitende Fahrwerkskontrolle, die auf den Namen „Speed Dependent Damping Control“ oder kurz SD²C hörte und das Fahrwerk ab einer Geschwindigkeit von 40 km/h und, in einer zweiten Stufe, ab 60 km/h härter machte. Die straffste Einstellung unterstützte auch das Anfahren bis zu einem Tempo von 8 km/h. Ebenfalls neu war die geschwindigkeitsabhängig operierende Servolenkung.
Darüber hinaus erfuhr der Allanté bis zu seinem Produktionsende im Sommer 1993 nur wenige Änderungen. Allerdings erhielt der Roadster im Frühjahr 1992 noch den brandneuen Cadillac-Northstar-V8 mit zwei obenliegenden Nockenwellen und 4,6 Litern Hubraum. Diese Maschine leistete sonst 213 kW, für den Einsatz im Allanté gab Cadillac die Leistung mit 220 kW bei einer Drehzahl von 5600/min und das Höchstdrehmoment mit 393 Nm bei 4400/min an. Zugleich verbaute man eine neue Mehrlenker-Hinterachse, die aus den Modellen Cadillac Seville und Eldorado stammte und die Straßenlage verbesserte. Eine weitere Neuerung bestand in der „Road Sensing Suspension“, einer elektronisch geregelten aktiven Stoßdämpfersteuerung. Neu waren ferner verbesserte Scheibenbremsen, ein tiefer gezogener Frontspoiler und der Entfall der Windabweiser hinter den A-Säulen.
Der Allanté mit Northstar-Motor gewann einen Vergleichstest der US-Zeitschrift „Car&Driver“ vor dem Mercedes-Benz 300 SL und dem Jaguar XJ-S V12 Cabriolet. Der Cadillac erhielt gute Noten für seinen Motor, aber Abzüge bei der Straßenlage, eine Folge der Frontantriebsauslegung. Zum Sieg verhalf dem Allanté schließlich sein mit knapp 65.000 Dollar relativ günstiger Preis – der Jaguar kostete gut 72.000, der Mercedes über 90.000 Dollar.
Stückzahlen
- 1987: 3363
- 1988: 2569
- 1989: 3296
- 1990: 3101
- 1991: 2500
- 1992: 1931
- 1993: 4670
- Summe: 21.430